# VoiceOver
VoiceOver ist eine bei Apples macOS-Systemen (ab Version Mac OS X Tiger) mitgelieferte Screenreader-Software. Sie ermöglicht Blinden und Sehbehinderten das Bedienen eines Macintosh-Rechners mittels Tastatur und Spracheingabe. Durch die Bündelung ist es zu der verbreitetsten Screenreader-Software weltweit geworden.
Seit 11. März 2009 werden unter dem Namen auch Sprachausgabefunktionen für den tragbaren Musikabspieler (Portable Media Player) iPod Shuffle vermarktet. VoiceOver ist außerdem seit der 4. Generation des iPod nano, ebenso bei der aktuellen Generation des iPhone ab 3GS sowie auf den Modellen des iPod touch ab der 4. Generation nutzbar. Auch auf dem iPad ist VoiceOver verfügbar.
Nachdem VoiceOver zunächst nur auf Englisch verfügbar war, wurde es mit der Einführung im iPod shuffle auf andere Sprachen erweitert. Seit Mac OS X Lion ist VoiceOver in 26 Sprachen verfügbar.
Die weltweite Gemeinschaft sehbehinderter und blinder Menschen hat sich Zwecks Selbsthilfe bzw. Selbst-Support gut organisiert. Es existieren viele Portale, Podcasts, Diskussionsforen und Mailinglisten, welche den Austausch zwischen Blinden und Sehbehinderten fördern und zahlreiche Informationen zur Bedienung und Kompatibilität von Apps zur Verfügung stellen. Im deutschsprachigen Raum gibt es drei große Plattformen, welche sich schwerpunktmäßig mit der Screenreader-Software VoiceOver beschäftigen.